# 小行星2193
小行星2193（2193 Jackson）是一颗围绕太阳公转的小行星。1926年5月18日，哈里·埃德溫·伍德在约翰内斯堡发现了此天体。
該小行星以南非天文學家西里爾·傑克遜命名。
这颗小行星的绝对星等为226.8897924760474等。